# Porsuk, Ulukışla
Porsuk falu Ulukışla körzetben, Niğde tartományban, Törökországban.

## Termelés
A faluban teremnek zöldségek, és gyümölcsök: paradicsom, uborka, bab, burgonya, hagyma, paprika, kukorica, borsó, napraforgó, lencse, káposzta, cseresznye, meggy, alma, barack, körte, áfonya, szeder, szőlő, dió, szilva, sárgabarack.

## Falusi élet
Az idős porsuki vezetők: Ömer Erdem, Hacı Ali Güldür, Mulla Mehmet Ünal, Rıza Arıkan, İbrahim Zeki Erdem. Jelenleg Ramazan Ünsal a falu ügyintézője 2005 óta.